# انتونی تورس
انتونی تورس (انگلیسی: Antoni Torres; ۲۹ ژوئن ۱۹۴۳ – ۲۴ فوریهٔ ۲۰۰۳) بازیکن فوتبال اهل اسپانیا بود.
از باشگاه‌هایی که در آن بازی کرده‌است می‌توان به باشگاه فوتبال هرکولس و باشگاه فوتبال بارسلونا اشاره کرد.
وی همچنین در تیم‌های ملی فوتبال Spain national amateur football team و اسپانیا بازی کرده‌است.